# Colada de fang

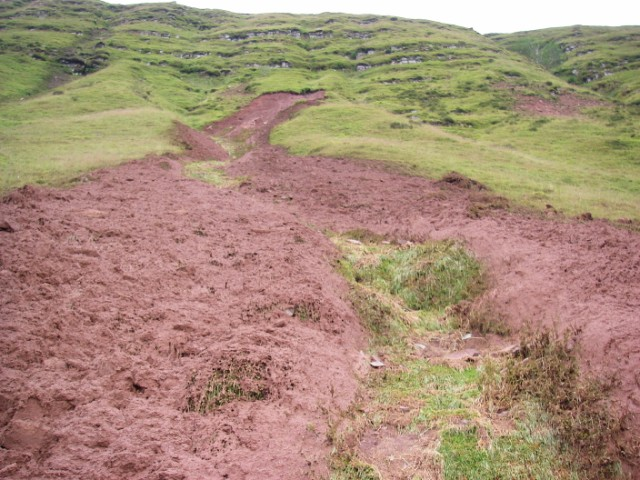
Colada de fang a Craig Pwllfa, Brecon Beacons National Park, Gal·les,Regne Unit

Una colada de fang és una massa de roca sedimentària no consolidada formada per elements de gra molt petits (argila, marga), la qual, en amarar-se d'aigua, adquireix la plasticitat suficient per a desplaçar-se en forma de riu de fang. Les colades de fang tenen un alt contingut de material sòlid i una alta densitat (fins a 2,6 g/cm³). Amb la seva energia poden causar una gran devastació.
La colada de fang és un moviment de massa sedimentària poc viscosa que s'escola a causa de la gravetat, en condicions subaèries o subaquàtiques, per un tàlveg o vessant a una velocitat que no depassa uns quants km/h, superior, però, a la solifluxió. És formada per lutites saturades d’aigua (pot sobrepassar el 60% d’aigua), a les quals poden acompanyar elements granulomètrics de mides superiors, fins als blocs. Un cop estabilitzada, pot presentar estructures internes incipients de graded bedding(estratificació gradual), i no sol presentar laminació interna. Cal recordar que es presenta de forma convexa, deixa levées (dics naturals) i una cicatriu d’arrencada en el punt de partida.
Les colades de fang d'origen volcànic s'anomenen lahars.
Hi ha autors que anomenen colada de fang a la colada de terra, accentuant-ne la plasticitat del material. Altres ho anomenen flux (mudflow) terme que estaria autoritzat per la saturació d'aigua que engegaria el mecanisme. Tot i que és dificil de definir, el procés estaria entre la solsida de terra i la solifluxió.
Masses de llim inconsolidat i argila se saturen d'aigua sobtadament i un fang "líquid" amb més d'un 50% de sediment comença a circular per les línies de drenatge preexistents que superin el 5% d'inclinació (pendent). Al final, la massa viscosa, carregada sovint de reble i grans còdols, s'atura al peu del vessant formant una llengua lobulada. La velocitat del corrent estaria entre el 4 i 15 cm/s, però també hi ha moviments que no arribarien a 1 m en 30 dies.
Les colades, corrents o allaus de fang i detritus formen masses de sediments, aigua i aire que es mouen ràpidament. Poden suposar perills significatius per a la vida i la propietat. Poden ocórrer de manera sobtada, exercir grans càrregues impulsives sobre els objectes que es troben al seu pas i poden arrabassar la vegetació, bloquejar vies de drenatge, danyar estructures i posar en perill la vida humana (Iverson, 1997).
Les colades de fang es produeixen normalment en superfícies no vegetades i són més usuals en regions subàrides, en sectors subàrtics o muntanyencs o en els vessants volcànics. La intervenció humana sovint no n'és aliena. Molts manuals geològics esmenten i detallen la catàstrofe de Los Angeles (1969) localitzada en un vessant urbanitzat, amb desmuntaments i terraplens, cases i jardins, gespa regada i piscines, on va ser major la càrrega que no la resistència al cisallament. Fets catastròfics com el de Los Angeles se succeeixen, de manera anàloga, en altres indrets d'arreu del món.